# Garoinada

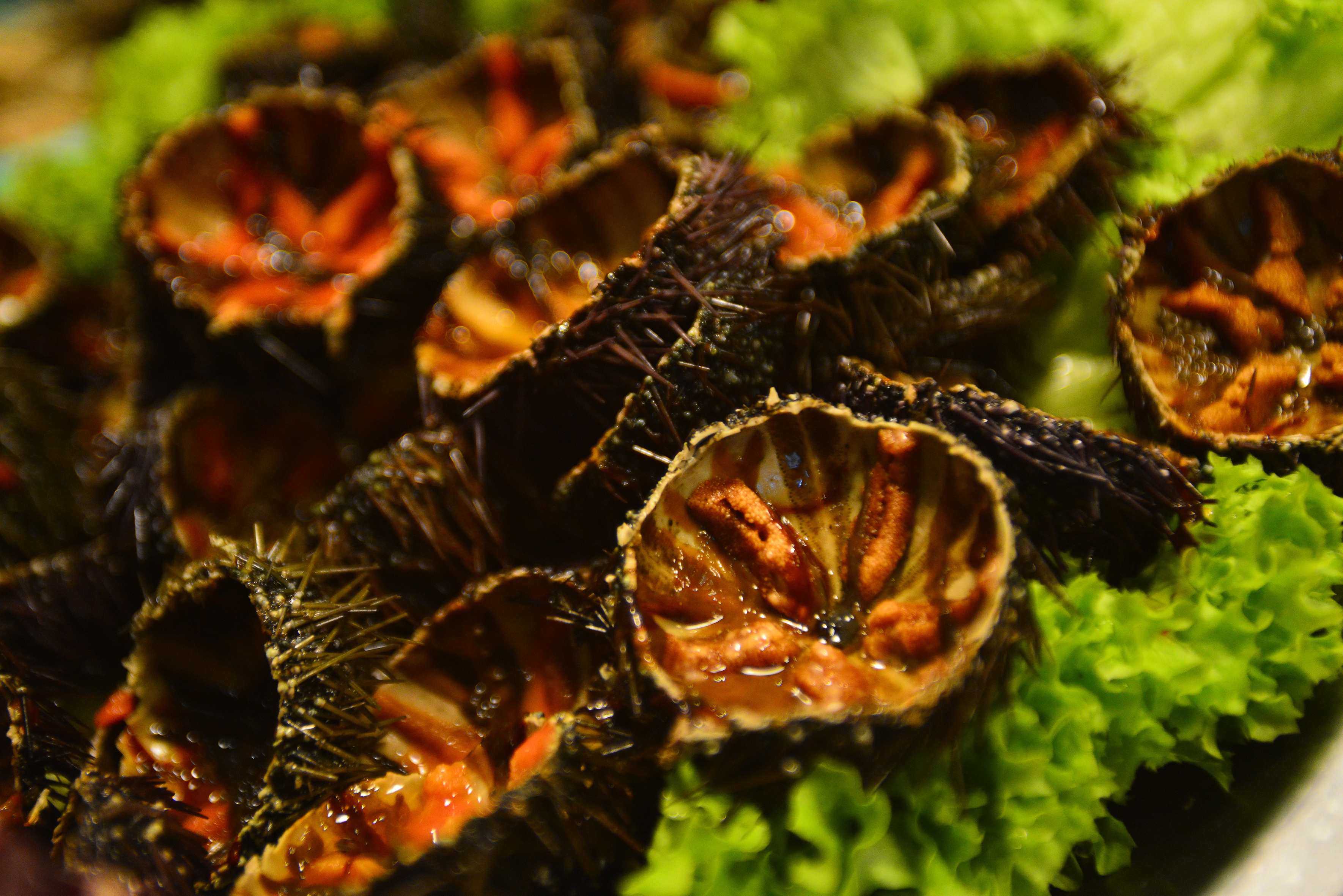
Garoines obertes

La Garoinada és una campanya gastronòmica que té com a principal producte les garoines. Se celebra entre el gener i el març de cada any. Va néixer el febrer del 1992 arran d'una idea del regidor de Turisme de Palafrugell, Quim Turró de fer una garoinada popular a la platja de Llafranc. El director del Patronat de Turisme de Palafrugell, en Martí Sabrià, que dirigia també el col.lectiu "la Cuina de l'Empordanet",va proposar complementar l'acte popular, amb unes jornades gastronòmiques en els millors restaurants de la vila del peix fregit, que es van convertir en la que es considera la primera campanya gastronòmica de les comarques gironines i una de les primeres de Catalunya. A la primera edició es va dur a terme una garoinada popular a la plaça de Llafranc, on es van consumir 10.000 garoines. Aquest format va rebre algunes crítiques per la «sobreexplotació» dels eriçons. Actualment està organitzada per l'Institut de Promoció Econòmica de Palafrugell i compta amb la participació de diversos hotels i restaurants del municipi.